# Theodor Boveri
Theodor Heinrich Boveri (12. října 1862 – 15. října 1915) byl německý biolog zabývající se stavbou lidských buněk. Jako první vyslovil hypotézu o buněčných procesech, které způsobují rakovinu. Mezi jeho největší průlomy v oblasti histologie patří objev centrozomu.
Boveri byl ženatý s americkou bioložkou Marcella O'Grady (1863-1950). Jejich dcera Margret Boveri (1900-1975) se stala jedním z nejznámějších poválečných německých novinářů.

## Práce
Boveri díky práci s mořskými ježky ukázal, že je naprosto nezbytné, aby byly přítomny všechny chromozomy pro správný embryonální vývoj. Tento objev byl důležitou součástí Boveriho–Sutton chromozomové teorie. Jeho další významný vědecký úspěch byl objev centrozomu (1888), který popsal jako zvláštní orgán buněčného dělení. Boveri také objevil fenomén úbytku chromatinu během embryonálního vývoje hlístice Parascaris.